# Communauté de communes de Damvillers Spincourt
La communauté de communes de Damvillers Spincourt est une communauté de communes française, située dans le département de la Meuse et la région Grand Est.
Elle est issue de la fusion en 2017 des deux communautés de communes du Pays de Spincourt et de la Région de Damvillers.

## Historique
Le projet de schéma départemental de coopération intercommunale de 2015 impose une fusion aux structures intercommunales de la Meuse car le seuil de population de 5 000 habitants n'est pas ou si peu atteint. Le premier schéma propose une fusion entre les cinq comcoms de la Région de Damvillers, du Pays de Montmédy, du Pays de Spincourt, du Pays de Stenay et du Val Dunois. La proposition ambitieuse est rejetée en CDCI avec 90 avis défavorables sur 112.
Un nouvel amendement propose un mariage à deux entre Spincourt et Damvillers s'appuyant sur les liens partagés, à savoir la fréquentation des habitants de Spincourt du collège de Damvillers, de la maison médicale, de la pharmacie, de la supérette, du complexe sportif qui sont mis gratuitement à disposition, ainsi que l’adhésion d’une grande partie des communes de la région de Damvillers et de la région de Spincourt au syndicat des eaux de Mangiennes. Il y a un souhait, à l’unanimité des 21 communes de la comcom du Pays de Spincourt et à l’unanimité du conseil communautaire, de fusionner avec leurs voisins de Damvillers uniquement, pour former une codecom de 8 500 habitants.
La préfecture validera le nouveau périmètre restreint le 18 mai 2016 qui recueillera seulement deux avis défavorables, de la part des conseils municipaux de Bréhéville et de Lissey. L'arrêté sera pris le 5 octobre 2016

## Composition
La communauté de communes est composée des 41 communes suivantes :

| Nom                        | Code Insee | Gentilé        | Superficie (km2) | Population (dernière pop. légale) | Densité (hab./km2) |
| -------------------------- | ---------- | -------------- | ---------------- | --------------------------------- | ------------------ |
| Spincourt (siège)          | 55500      | Spincourtois   | 27,28            | 815 (2022)                        | 30                 |
| Amel-sur-l'Étang           | 55008      |                | 14,74            | 150 (2022)                        | 10                 |
| Arrancy-sur-Crusnes        | 55013      |                | 20,16            | 458 (2022)                        | 23                 |
| Azannes-et-Soumazannes     | 55024      | Azannois       | 18,11            | 160 (2022)                        | 8,8                |
| Billy-sous-Mangiennes      | 55053      | Billesois      | 24,66            | 358 (2022)                        | 15                 |
| Brandeville                | 55071      | Brandevillois  | 12,14            | 172 (2022)                        | 14                 |
| Bréhéville                 | 55076      | Bréhévillois   | 18,33            | 186 (2022)                        | 10                 |
| Chaumont-devant-Damvillers | 55107      |                | 5,35             | 46 (2022)                         | 8,6                |
| Damvillers                 | 55145      | Damvillois     | 18,33            | 615 (2022)                        | 34                 |
| Delut                      | 55149      |                | 9,18             | 126 (2022)                        | 14                 |
| Dombras                    | 55156      |                | 11,27            | 139 (2022)                        | 12                 |
| Dommary-Baroncourt         | 55158      |                | 12,49            | 745 (2022)                        | 60                 |
| Domremy-la-Canne           | 55162      |                | 3,09             | 28 (2022)                         | 9,1                |
| Duzey                      | 55168      |                | 5,77             | 46 (2022)                         | 8                  |
| Écurey-en-Verdunois        | 55170      | Écureuils      | 6,92             | 113 (2022)                        | 16                 |
| Éton                       | 55182      |                | 11,11            | 201 (2022)                        | 18                 |
| Étraye                     | 55183      | Étrayens       | 7,99             | 37 (2022)                         | 4,6                |
| Gouraincourt               | 55216      |                | 5,45             | 70 (2022)                         | 13                 |
| Gremilly                   | 55218      |                | 17,81            | 44 (2022)                         | 2,5                |
| Lissey                     | 55297      |                | 9,97             | 105 (2022)                        | 11                 |
| Loison                     | 55299      |                | 14,18            | 117 (2022)                        | 8,3                |
| Mangiennes                 | 55316      | Mangiennois    | 18,21            | 401 (2022)                        | 22                 |
| Merles-sur-Loison          | 55336      | Merlots        | 11,45            | 146 (2022)                        | 13                 |
| Moirey-Flabas-Crépion      | 55341      |                | 14,62            | 112 (2022)                        | 7,7                |
| Muzeray                    | 55367      |                | 8,24             | 132 (2022)                        | 16                 |
| Nouillonpont               | 55387      |                | 10,12            | 245 (2022)                        | 24                 |
| Peuvillers                 | 55403      |                | 4,86             | 60 (2022)                         | 12                 |
| Pillon                     | 55405      |                | 15,41            | 250 (2022)                        | 16                 |
| Réville-aux-Bois           | 55428      |                | 11,03            | 130 (2022)                        | 12                 |
| Romagne-sous-les-Côtes     | 55437      | Romagnols      | 14,19            | 123 (2022)                        | 8,7                |
| Rouvrois-sur-Othain        | 55445      |                | 12,22            | 193 (2022)                        | 16                 |
| Rupt-sur-Othain            | 55450      |                | 5,53             | 49 (2022)                         | 8,9                |
| Saint-Laurent-sur-Othain   | 55461      |                | 16,79            | 443 (2022)                        | 26                 |
| Saint-Pierrevillers        | 55464      |                | 11,12            | 151 (2022)                        | 14                 |
| Senon                      | 55481      | Senonais       | 19,89            | 299 (2022)                        | 15                 |
| Sorbey                     | 55495      |                | 12,42            | 233 (2022)                        | 19                 |
| Vaudoncourt                | 55535      | Valdoncurtiens | 6,02             | 79 (2022)                         | 13                 |
| Ville-devant-Chaumont      | 55556      |                | 4,21             | 49 (2022)                         | 12                 |
| Villers-lès-Mangiennes     | 55563      |                | 8,23             | 71 (2022)                         | 8,6                |
| Vittarville                | 55572      |                | 8,15             | 91 (2022)                         | 11                 |
| Wavrille                   | 55580      |                | 5,31             | 48 (2022)                         | 9                  |

## Démographie
Le plus grand village de la Communauté est celui de Spincourt qui compte 830 habitants, ce qui équivaut à 10% de la population de la Communauté de communes en 2019.La commune le moins peuplée est celle de Domreny-la-Canne qui compte 35 habitants en 2019. 

## Administration

### Siège
La communauté de communes a son siège à 3 Place Louis Bertrand, Spincourt

### Conseil communautaire
En 2017, 55 conseillers communautaires siègent dans le conseil selon une répartition de droit commun.
| Nombre de délégués | Communes                                                                         |
| ------------------ | -------------------------------------------------------------------------------- |
| 5                  | Spincourt                                                                        |
| 4                  | Damvillers, Dommary-Baroncourt                                                   |
| 3                  | -                                                                                |
| 2                  | Arrancy-sur-Crusnes, Billy-sous-Mangiennes, Mangiennes, Saint-Laurent-sur-Othain |
| 1                  | Benayes, Montgibaud, Saint-Julien-le-Vendômois                                   |

### Présidence
| Période         | Période  | Identité           | Étiquette | Qualité                                                                                                 |
| --------------- | -------- | ------------------ | --------- | --- |
| 14 janvier 2017 | En cours | Jean-Marie Missler | DVD       | Maire de Saint-Pierrevillers (depuis 2001) Conseiller départemental du canton de Bouligny (depuis 2015) |

## Compétences
La structure adhère au 
- Syndicat mixte de la gendarmerie de Bouligny
- Syndicat Mixte d’Études et de Traitement des Déchets Ménagers et Assimilés
- Fédération Unifiée des Collectivités Locales pour l’Électricité en Meuse
- Syndicat intercommunal des personnes âgées du canton de Spincourt